# Far East Movement
Far East Movement (cách điệu Far⋆East Movement hay viết tắt FM) là ban nhạc electro hop Mỹ gốc Á.
Nhóm được thành lập vào năm 2003, và bao gồm các thành viên Kev Nish (Kevin Nishimura), Prohgress (James Roh), J-Splif (Jae Choung), and DJ Virman (Virman Coquia).Far East Movement lần đầu tiên được biết đến nhờ bài hát "Round Round" được đưa vào trong phim của Hollywood, The Fast and the Furious: Tokyo Drift, và đĩa nhạc, DVD, và Các trò chơi điện tử sau đó.
Từ khi "Round Rond" được ra đời, nhóm đã được đưa vào những show truyền hình đa dạng như là CSI: Miami, CSI: NY, Entourage, Gossip Girl, and Finishing the Game (a featured film at Sundance 2007).[2] Single "Like a G6" của họ là bài hát được xếp hạng đầu tiên được xếp hạng vào Billboard Hot 100 và trên iTunes cuối tháng 10 năm 2010, Far East Movement có một sự khác biết là một nhóm nhạc đàu tiên giữa Á-Mỹ đã giành được vị trí đầu bảng trên Billboard Hot 100 ở Mỹ.

## Sự nghiệp âm nhạc

### 2003-2007: Bắt đầu sự nghiệp
Ba thành viên đầu tiên của Far East Movement Kevin Nishimura (Kev Nish), James Roh (Prohgress), and Jae Choung (J-Splif), họ được lớn lên ở K- Town (khu Hàn Kiều), Los Angeles. Họ rất thân ở Trường trung học và thường xuyên chia sẻ những cảm xúc âm nhạc cho nhau. Trước khi họ trở thành nhóm nhạc nổi tiếng, họ phải làm lụng vất vả những công việc làm thêm, thực tập và không công. Bắt đầu từ một tình cảnh khốn khó, tiền bạc không có, ít người ủng hộ, nhưng họ vẫn cố gắng hết sức có thể. Bộ ba này đã đưa âm nhạc của họ lên trực tuyến và bắt đầu biểu diễn ở câu lạc bộ địa phương và các sự kiện ở Los Angeles; sau đó, họ bắt đầu sự nhiệp âm nhạc của họ với tên "Emcees Anonymous" ào năm 2001. Tuy nhiên, sau đó học đã thay đổi thành Far East Movement hoặc FM, bắt nguồn từ một bài hát cùng tên. Năm 2003, họ tổ chức một sự kiện có tên là "Movementality" ở Koreatown, Los Angeles, đưa đến màn trình diễn khác nhau với số tiền gửi vào trung tâm giáo dục tuổi vị thành niên ở thị trấn của họ.
Năm 2005, Far East Movement đã cho ra một bản thu có tên là Audio-Bio,là một trong những đĩa CD của họ chứa nhiều bài hát mới nhất và nhiều bài hát không có ở bất kỳ đâu.
Album đầu tay của họ có tên là Folk Music, được ra đời vào đầu năm 2006, single "Round Round" được cho vào phim "The Fast and the Furious: Tokyo Drift", xuất hiện vào bản thu cùng tựa đề "The Fast and the Furious: Tokyo Drift" và video game. Sự đột phá này mạnh mẽ là tác động thắt chặt quyết định theo đuổi âm nhạc của họ và giành hết thời gian cho sự nghiệp ca hát của họ Bài hát "Get Offa Me" và "Make Ya Self" đã được đưa vào phim The Fast and Furious. Họ đã đi đến trình diễn 2 Tour thế giới của họ (bao gồm Mỹ, Nam Mỹ, Canada, và châu Á). Họ đã để lại dấu ấn tại Nhật Bản và Hàn Quốc với Avex Network và nhà sản xuất JF Productions cho Album của họ.
Năm 2007, họ được tham gia vào một dự án phim tên là Sundance Film Festival có tên Finishing the Game, đã sáng tác bài hát "Satisfaction" cho bộ phim. Họ cũng cho ra single "You've Got A Friend" cùng với Lil Rob and Baby Bash, trở thành bài hát đầu tiên của họ trên đài phát thanh quốc gia.

### 2008–2009: DJ Virman và Animal

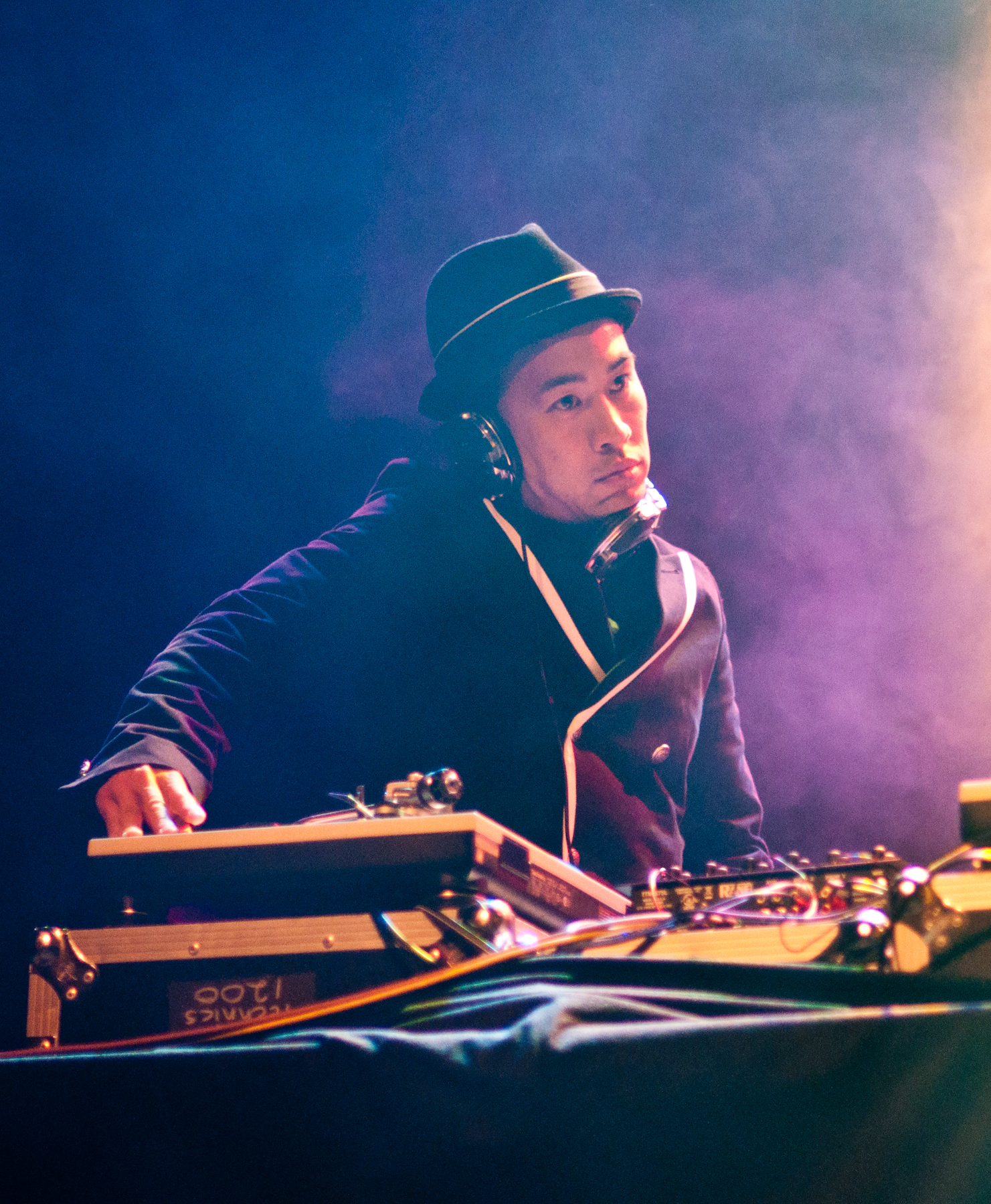
DJ Virman performing with FM in San Diego

DJ của đài phát thanh LA Power 106, DJ Virman, đã gia nhập FM với cương vị DJ chính thức của nhóm. Năm 2008 họ cho ra đời một đĩa đơn khác mang tên "Lowridin" và nhận được sự chú ý mạnh mẽ từ công chúng. Không lâu sau, nhóm lên kế hoạch giới thiệu album thứ hai "Animal" và sau đó đã cho ra mắt cũng vào năm 2008. Trong album này có 3 đĩa đơn thường xuyên được phát trên đài phát thanh quốc gia gồm có: "You’ve Got A Friend", "Lowridin" và đặc biệt thành công là ca khúc "Girls On The Dance Floor". "Girls on the dance floor" đánh dấu lần đầu tiên FM xuất hiện trên Billboard chart với vị trí 27 cho mục Latin Rhythm Airplay.
Trong album "Animal" có một vài sự hợp tác với các nghệ sĩ khác như The Stereotypes, Lil Rob,Baby Bash, Bruno Mars, Wiz Khalifa, Bionik, 24/8, IZ, DB Tonik, và Jah Free. Các bài hát trích từ album thứ hai này của FM cũng được sử dụng trong nhiều bộ phim lớn cũng như được phát sóng trên TV vào nhiều dịp khác nhau. Đĩa đơn "Girls on the dancefloor" đã được phát trong chương trình MTV's "America's Best Dance Crew" mùa thứ 4 buổi cuối cùng trong màn trình diễn của Artistry In Motion, Vogue Evolution và We Are Heroes. Bài hát cũng xuất hiện trong chương trình "Get Him to the Greek", FOX's "So You Think You Can Dance" và trong tập thứ 7 thuộc serie phim truyền hình CSI: Miami Season 8. Ngoài ra, "Dance Like Michael Jackson" được phát sóng trên loạt phim truyền hình "Lincoln Heights" của đài ABC Family vào ngày 10 Tháng 11 năm 2009 và tập phim "Gossip Girl" mang tên "Dan de Fleurette". "I party" được phát nhiều lần trên TV series của FOX "Lie To Me" và bài hát "Fetish" xuất hiện trong lễ trao giải Spike TV's Guy's Choice Awards năm 2009. Và "Girls on the Dance Floor" đã đạt được hơn 5 triệu lượt truy cập trên Myspace, trong khi thu hút hơn 8 triệu lượt xem trên YouTube.
Vào năm 2009, FM là một trong những người trình diễn nổi bật trong L.A.'s Powerhouse 106 concert cùng với những nghệ sĩ nổi tiếng khác như Jay-Z, Kid Cudi, Sean Paul, New Boyz, Pitbull, Lil Jon, LMFAO, Ya Boy, Flo Rida, và The Black Eyed Peas. Công ty sản xuất giày nổi tiếng Orisue đã hợp tác với Far East Movement và giúp đỡ nhóm quay MV "Lowridin". Tháng 5-2009, FM đã tham gia cùng với nhóm hip-hop nổi tiếng Hàn Quốc, Epik High, vào tour diễn "Map the Soul" trên khắp nước Mỹ. Sau đó họ tổ chức Sau đó, họ đã tổ chức concert đầu tiên được quảng cáo rầm rộ tại Nhà hát Roxy ở Hollywood tháng 7 năm 2009, kết quả là buổi trình diễn cháy vé. Cùng với Wong Fu Productions, FM đã lập thêm ba concert với lượng vé bán ra hết sạch "International Secret Agents"" có tiêu đề là "ISA", tổ chức tại San Francisco, Los Angeles và New York nhằm giới thiệu các nghệ sĩ người Mỹ gốc Á trên các phương tiện truyền thông với màn trình diễn của Quest Crew, Poreotics, Jay Park,và những người khác.
Mixtape mới của nhóm mang tên "Party Animal" được phát hành đúng vào ngày đầu tiên của tour diễn Party Rock (bao gồm FM, LMFAO, Shwayze,Paradiso Girls, Space Cowboy và nhiều người khác). Hai đĩa đơn, "Girls on the Dance Floor" và "2 is Better w/ Ya Boy" đã thu được thành công nhất định khi phát sóng trên đài phát thanh. Sau đó nhóm đã thông báo họ đang làm việc để phát hành một album mới với nhà sản xuất được đề cử giải Grammy,The Stereotypes, người cũng đã sản xuất ca khúc hit "Girls on the dance floor".

###### 2010–2011: Cherrytree/Interscope Records và Free Wired
Tháng 2-2010, Far East Movement ký hợp đồng thu âm với hàng đĩa Cherrytree, một chi nhánh của hãng thu âm Interscope. Quản lý của nhóm Ted Chung cũng là chủ tịch của hàng đĩa Doggystyle.
Tiến xa hơn nữa, cũng trong năm 2010, FM đã hỗ trợ Robyn và Kelis trong chuyến lưu diễn cùng với Dan Black. Ngoài ra nhóm còn được chọn là người mở đầu tour diễn của Lady Gaga tại Nhật Bản "The Monster Ball Tour". Thêm vào đó, 2 bài hit trước của FM là "Girls on the Dancefloor" & "Fetish" cũng xuất hiện trong "Piranha 3D", tuy nhiên chúng không được xếp vào soundtrack của bộ phim.
Show diễn "ISA" với Far East Movement tại LA và New York được tổ chức vào ngày 5 tháng 9 và 28 tháng 8. Nhóm đã trình diễn các ca khúc của mình bên cạnh các tiết mục của AJ Rafael, Jay Park, Wong Fu Productions, Poreotics and Quest Crew (2 quán quân của America's Best Dance Crew),David Choi, Jennifer Chung, David Garibaldi, Lydia Paek... Người dẫn chương trình gồm có Lydia Paek, Kevin Wu and Ryan Higa.
Từ 13/9 đến giữa tháng 10-2010, FM là một trong những nghệ sĩ biểu diễn mở màn cho tour diễn Up In The Air với Mike Posner qua một vài thành phố ở Bắc Mỹ
"Free Wired"là tên tựa đề album đầu tiên FM thực hiện với hãng thu âm chủ quản Cherrytree/Interscope Records, phát hành ngày ngày 12 tháng 10 năm 2010. Album được bán cả ở Mỹ và Canada. Trong album này FM đã hớp tác với nhiều nghệ sĩ nổi tiếng như Keri Hilson, Lil Jon, Snoop Dogg (ca khúc đồng sáng tác với Bruno Mars), Mohombi,Colette Carr, Natalia Kills, Koda Kumi, and Ryan Tedder của OneRepublic. Đĩa đơn thứ hai theo sau thành công "Like a G6" mang tên "Rocketeer" với sự xuất hiện của Ryan Tedder.
Vào ngày 30 tháng 10, trong ấn bản 2010 của tạp chí Billboard, đĩa đơn với sự hợp tác với featuring The Cataracs và Dev với tên "Like a G6" đã đạt vị trí thứ nhất trên bảng xếp hạng Billboard Hot 100 cũng như trên iTunes. Trong lúc album cũng như đia đơn đang thu được thành công trên các bảng xếp hạng, FM đã tham gia trong chuyến lưu diễn của nghệ sĩ cùng hãng thu âm Cherrytree/Interscope Record, La Roux, từ đầu đến giưa tháng 11.
Ngày 20 tháng 11, FM được xác nhận đã đạt được 2xđĩa bạch kim cho đia đơn "Like A G6", với 2 triệu doanh số đĩa bán ra.
Nhóm cũng được nhận được giải Best International Artist trong lễ trao giải M.net Asian Music Awards năm 2010.
FM cũng đi tour với Rihanna và Calvin Harris từ cuối tháng 2 đến đầu tháng 3 năm 2011 như một phần của chuyến lưu diễn Last Girl on Earth Tour của Rihanna. Ngay sau khi tour diễn kết thúc, FM cũng bắt đầu chuyến lưu diễn của chính mình "The Free Wired World Tour". Nhóm đã ghé thăm Manila, Philippines, Jakakta, Indonesia, Đài Bắc, Đài Loan, Hồng Kông, Singapore và Seoul. Tour diễn tiếp tục tại Hamburg, Đức và Bangkok, Thái Lan. Bởi một vài lý do liên quan đến thu âm, FM đã phải hoãn chuyến lưu diễn tại Anh vào đầu tháng 7, tuy nhiên nhóm lại trình diễn tại festival Barclaycard Wireless vào ngày 1 tháng 7 tại London.
Far East Movement cũng đi tour với Lil Wayne trong chuyến lưu diễn I Am Still Music. Trong chuyến đi này, nhóm mang theo tour bus thứ hai phục vụ cho hoạt động sáng tác album thứ hai dưới sự sản xuất của hãng đĩa Cherrytree được phát hành đầu năm 2012.

### 2012: Dirty Bass
Đĩa đơn chủ đạo cho album 2012 của FM có tên là "Jello", tuy nhiên single này không thu được thành công như mong đợi. Đĩa đơn thứ hai "Live My Life" ft. Justin Bieber lại đạt được kết quả khả quan hơn. Single này phát hành vào ngày ngày 28 tháng 2 năm 2012 và MV được ra mắt gần 1 tháng sau đó ngày 23 tháng 3 năm 2012. Bối cảnh được đặt tại Amsterdam, Hà Lan với đạo diễn là Mickey Finnegan. Album "Dirty Bass" phát hành ngày 18 tháng 5 năm 2012.
Tháng 2-2012, Martin Kierszenbaum- chủ quản hãng đĩa Cherrytree đã xác nhận sự hợp tác giữa FM với Bill Kaulitz của ban nhạc Tokio Hotel cho album mới của nhóm. Bài hát có tên "If I Die Tomorrow". Far East Movement cũng làm việc chung với các nhà sản xuất khác như David Gueta, Bangladesh, Cherry Cherry Boom Boom (nhà sáng lập/chủ tịch hãng đĩa Martin Kierszenbaum), will.i.am và RedOne.